# Dexiomimops fuscata
Dexiomimops fuscata là một loài ruồi trong họ Tachinidae.